# Varaldsøy
Varaldsøy är en ö i Kvinnherads kommun i Vestland fylke i västra Norge. Ön är den största i Hardangerfjorden med en areal på 45,4km². 
På öns södra del ligger kyrkbyn med samma namn som tidigare har utgjort centralort i dåvarande Varaldsøy kommun.

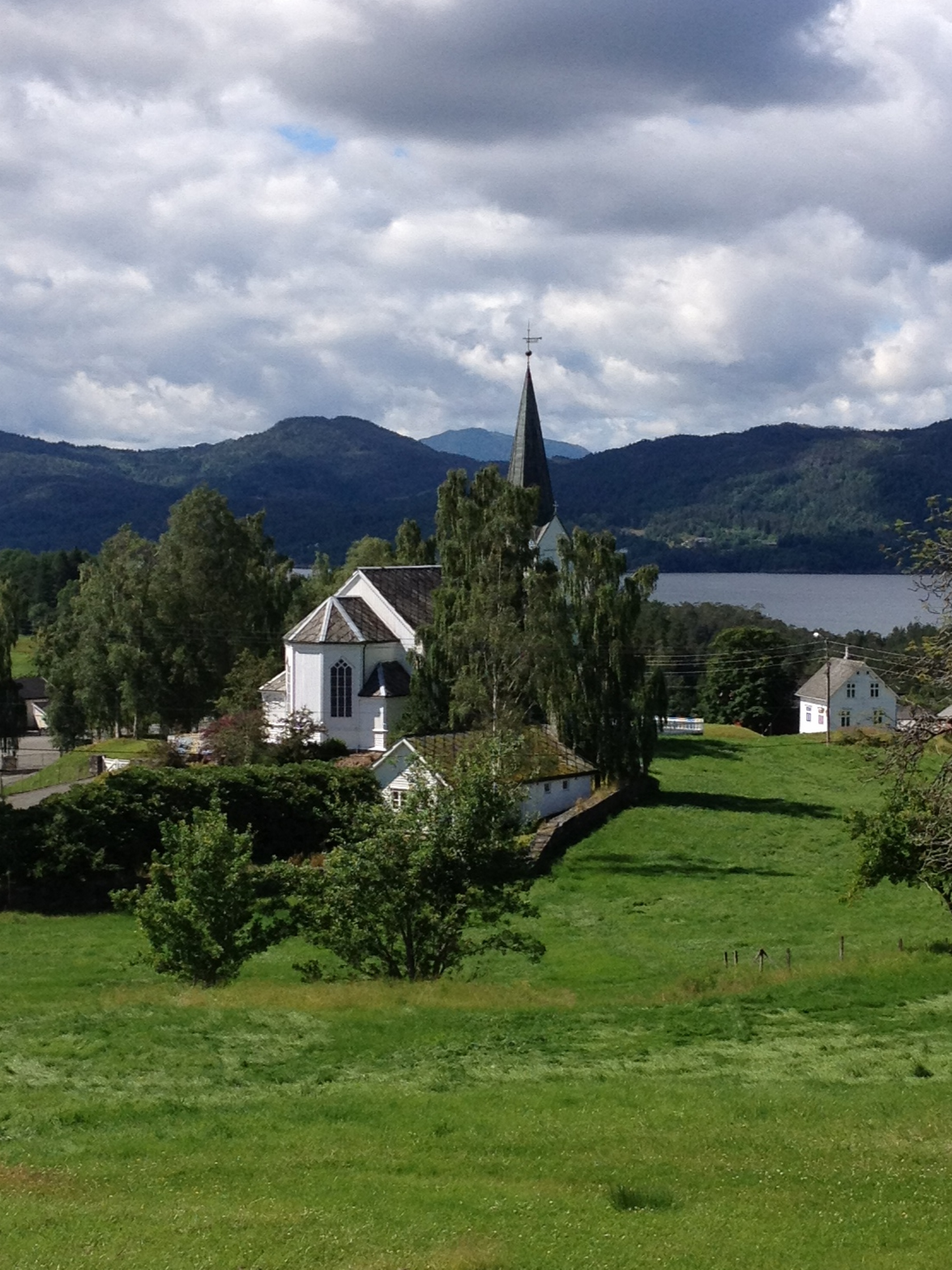
Varaldsøy kyrka.